# Oficiul Național al Cinematografiei
Oficiul Național al Cinematografiei (ONC) a fost autoritatea națională cu atribuții în stabilirea și implementarea politicilor în domeniul dezvoltării industriei cinematografice din România. A fost înființat la 24 octombrie 1997 prin Ordonanța de urgentă a Guvernului nr. 67, prin reorganizarea Centrului Național al Cinematografiei care s-a desființat cu aceeași dată.
Conform legii, ONC coordonează activitatea cinematografică din România, administrând resursele financiare alocate în acest sens.

## Atribuții
Principalele atribuții ale ONC constau în:
- elaborarea actelor normative în domeniul său de competență;
- autorizarea tuturor activităților cinematografice desfășurate pe teritoriul țării de persoane juridice sau fizice, române sau străine;
- monitorizarea activităților de producție, distribuție și exploatare a operelor cinematografice și audiovizuale;
- participarea la inițierea și negocierea convențiilor, acordurilor și a altor înțelegeri internaționale sau bilaterale în domeniul cinematografiei.

Primul președinte al Oficiului Național al Cinematografiei a fost reputatul regizor Radu Gabrea, din 1997 până în 1999.
Oficiul Național al Cinematografiei avea doar un drept de administrare asupra spațiilor destinate cinematografelor, neputând dispune de acestea în nume propriu.
Prin Legea nr. 574/2001, publicată în Monitorul Oficial nr. 685 din 30 octombrie 2001 Oficiului Național al Cinematografiei a fost reorganizat (desființat), în locul său fiind înființat Centrul Național al Cinematografiei, ca organ de specialitate al administrației publice centrale în domeniul cinematografiei, cu personalitate juridică, în subordinea Ministerului Culturii și Cultelor, condus de un președinte și un vicepreședinte, numiți prin ordin al ministrului culturii și cultelor, potrivit legii.
În decursul existenței sale, Oficiul Național al Cinematografiei a elaborat următoarele ordine cu putere de lege:
- Ordin 22/1998 pentru aprobarea Normelor metodologice privind autorizarea funcționării cinematografelor în care se organizează spectacole cu proiecții de film cinematografic și/sau cu casete video.
- Ordin 21/1998 privind înființarea Registrului cinematografiei și aprobarea Normelor metodologice pentru organizarea și funcționarea Registrului cinematografiei și pentru clasificarea operelor cinematografice.
- Ordin 1/2000 pentru aprobarea vânzării și încheierii contractelor de leasing cu clauză irevocabilă de vânzare de active disponibile din patrimoniul Regiei Autonome a Distribuției și Exploatării Filmelor "România Film".
- Ordin 7/2000 pentru modificarea tarifelor prevăzute în anexa nr. 19 la Normele metodologice pentru organizarea și funcționarea Registrului cinematografiei și pentru clasificarea operelor cinematografice, aprobate prin Ordinul președintelui Oficiului Național al Cinematografiei nr. 21/1998.
- Ordin 36/2000 privind modificarea anexei nr. 19 la Normele metodologice pentru organizarea și funcționarea Registrului cinematografiei și pentru clasificarea operelor cinematografice, aprobate prin Ordinul președintelui Oficiului Național al Cinematografiei nr. 21 din 23 iunie 1998.